# Saint-Denis-d'Oléron
Saint-Denis-d'Oléron är en kommun i departementet Charente-Maritime i regionen Nouvelle-Aquitaine i västra Frankrike. Kommunen ligger i kantonen Île d'Oléron som ligger i arrondissementet Rochefort. År 2022 hade Saint-Denis-d'Oléron 1 346 invånare.

## Befolkningsutveckling
| Befolkningsutvecklingen i Saint-Denis-d'Oléron 1968–2021 | Befolkningsutvecklingen i Saint-Denis-d'Oléron 1968–2021 | Befolkningsutvecklingen i Saint-Denis-d'Oléron 1968–2021 | Befolkningsutvecklingen i Saint-Denis-d'Oléron 1968–2021 | Befolkningsutvecklingen i Saint-Denis-d'Oléron 1968–2021 |
| -------------------------------------------------------- | -------------------------------------------------------- | -------------------------------------------------------- | -------------------------------------------------------- | -------------------------------------------------------- |
|                                                          |                                                          |                                                          |                                                          |                                                          |
| År                                                       |                                                          |                                                          | Folkmängd                                                |                                                          |
| 1968                                                     | 1968                                                     |                                                          | 901                                                      |                                                          |
| 1975                                                     | 1975                                                     |                                                          | 951                                                      |                                                          |
| 1982                                                     | 1982                                                     |                                                          | 1 004                                                    |                                                          |
| 1990                                                     | 1990                                                     |                                                          | 1 107                                                    |                                                          |
| 1999                                                     | 1999                                                     |                                                          | 1 221                                                    |                                                          |
| 2007                                                     | 2007                                                     |                                                          | 1 231                                                    |                                                          |
| 2015                                                     | 2015                                                     |                                                          | 1 353                                                    |                                                          |
| 2021                                                     | 2021                                                     |                                                          | 1 315                                                    |                                                          |